# Rhadinus socotrae
Rhadinus socotrae är en tvåvingeart som beskrevs av Geller-grimm 2002. Rhadinus socotrae ingår i släktet Rhadinus och familjen rovflugor. Inga underarter finns listade i Catalogue of Life.